# Les Voyages d'Anna
Les voyages d'Anna est un roman épistolaire illustré scénarisé par Sophie Michel et dessiné par Emmanuel Lepage, qui croise les récits d'Anna, une vénitienne toujours en voyage, avec Jules Toulet, peintre, à la fin du XIXe siècle. Une première version de l'album est parue en juin 2005 chez l'éditeur Daniel Maghen, puis une version augmentée est publiée en novembre 2016. Cet album est le premier tome d'une trilogie.

## Synopsis
Anna, jeune Vénitienne, embarque en 1885 avec le peintre fictif Jules Toulet et entame un tour du monde : Soudan, Cameroun, Maroc, Guyane, Ithaque, Mexique, Pérou, Île de Pâques, Mer de Chine, Antarctique... et Bretagne. Dès lors, elle ne cesse de voyager toute sa vie et tous deux se croisent et se séparent, Jules étant follement amoureux d'Anna. Alors qu'Anna s'approche des 100 ans, elle retrouve les carnets de Jules et lui écrit une longue lettre.

## Éditions
Vincent Odin est conseiller artistique pour l'ouvrage.
- Sophie Michel (scénario) et Emmanuel Lepage (dessin et couleur), Les voyages d'Anna, Daniel Maghen, juin 2005, 85 p. (ISBN 2-9523826-0-3) (BNF 40076027)
- Sophie Michel (scénario) et Emmanuel Lepage (dessin et couleur), Les voyages d'Anna, Daniel Maghen, novembre 2016, 104 p. (ISBN 978-2356740496)

## Genèse de l'œuvre
Emmanuel Lepage et Sophie Michel ont auparavant collaboré ensemble sur le diptyque Oh les filles !, publié en 2008 et 2009. Ils ont ensemble deux enfants : Anna et Ulysse. Les voyages d'Anna est un livre dédié à leur fille.

## Choix artistiques
Le livre se fonde sur les carnets de voyage de Jules et la lettre que lui écrit Anna. L'ouvrage contient des carnets de voyages, des esquisses (crayonnés et croquis), des correspondances, des peintures,...

## Postérité
Afin d'offrir à leur fils Ulysse l'équivalent aux Voyages d'Anna, Emmanuel Lepage et Sophie Michel publient en 2016 Les voyages d'Ulysse puis, en 2019, Les voyages de Jules.